# Wyspa widoków
Wyspa widoków (tyt. oryg. Isle of View) – trzynasty tom cyklu Xanth amerykańskiego pisarza Piersa Anthony’ego. Po raz pierwszy ukazał się w 1990 roku, w Polsce przetłumaczony przez Katarzynę Dorożałę-van Daalen i wydany przez Dom Wydawniczy Rebis w 1995 roku.